# MV Agusta Turismo Veloce 800
La Turismo Veloce est un modèle de moto produite par la firme italienne MV Agusta.
C'est une moto de type routière. Le nom « Turismo Veloce » signifie « tourisme rapide ».
Présentée en 2014, elle est disponible en France depuis avril 2015.

## Historique
La Turismo Veloce est dévoilée lors du salon EICMA fin 2014. Elle est commercialisée depuis 2015 en France.
La dénomination « Turismo Veloce » suit l'ambition de la marque de Varèse de proposer une alternative plus polyvalente à sa gamme de roadsters (Brutale, Rivale, Stradale) et de sportives (F3, F4), tout en conservant une moto de caractère, sportive et rapide, technologique et dotée d'une finition haut de gamme.
En ce sens, la Turismo Veloce arbore un look unique dans la catégorie avec notamment une boucle arrière en aluminium qui soutient des selles ajourées semblant flotter au-dessus de la roue arrière. Dérivée de la Brutale, elle reste une moto de route et n'est pas conçue pour s'évader hors des sentiers battus, et ce malgré des débattements de suspensions augmentés et une ergonomie se rapprochant d'un trail routier. Elle conserve par ailleurs des roues de 17 pouces, comme la Ducati Multistrada ou l'Aprilia Caponord par exemple.
Avec son moteur tricylindre, elle vient également en concurrence de motos telles que la Yamaha Tracer 900 GT, du fait de leurs architectures moteur et de leur cylindrées similaires, ou encore de la BMW S 1000 XR, même si celle-ci est bien plus puissante avec ses 160 ch.

## Mécanique
Dérivée de la Brutale 800, la Turismo Veloce en reprend la base technique ainsi que le moteur de 798 cm3, revu pour l'occasion afin de proposer un couple plus marqué aux mi-régimes. Sa puissance maximale est revue à la baisse, pour s'établir à 110 ch à 10 150 tr/min, avec un couple de 80 N m (8,2 m kg) à 7 100 tr/min.
Le moteur tricylindre puisé dans la banque d'organes maison MV Agusta ne pèse que 52 kg, ce qui permet à la Turismo Veloce, malgré ses velléités routières et l'ajout d'un carénage plus enveloppant, de ne peser que 192 kg à sec, une valeur faible comparé à ses concurrentes. Le moteur est doté d'un double arbre à cames en tête et de quatre soupapes par cylindre. Contrairement au bloc de la Brutale 800 dont il est directement dérivé, le moteur de la Turismo Veloce dispose d'un seul injecteur par cylindre, contre deux pour la Brutale et la F3. Ce moteur dispose toujours d'un vilebrequin contrarotatif qui permet de limiter l'inertie, le frein moteur (réglable électroniquement sur deux niveaux) et les vibrations.
L'alimentation se fait au travers d'une injection électronique baptisée « MVICS 2.0 » reliée à l'ensemble des très nombreux systèmes électroniques présents sur la moto. La poignée de gaz et son système électronique de type Ride-by-wire sont fournis par Mikuni.
La boîte de vitesses à cassette est extractible et compte six rapports. Elle est secondée par un embrayage multidisque avec système anti-dribble à bain d'huile. La Turismo Veloce est d'ailleurs la seule de la gamme tricylindre à disposer d'un embrayage hydraulique. Elle se dote également de série d'un Shifter Up & Down baptisé « EAS 2.0 », qui permet le passage des rapports sans couper les gaz et sans utiliser l'embrayage, aussi bien à la montée qu'à la descente, avec un coup de gaz automatique pour rendre le rétrogradage plus progressif.

## Partie cycle
La Turismo Veloce reprend le châssis de la Brutale 800, composé d'un treillis tubulaire en acier fixé sur des platines en aluminium. Il permet une grande rigidité et un poids contenu. La boucle arrière est en aluminium. La roue arrière est fixée à un monobras en aluminium comme sur toutes les MV Agusta modernes.
Le freinage avant est confié à des étriers Brembo M4-32 à quatre pistons, serrant des disques flottants de 320 mm. Le tout est commandé par un maître-cylindre radial Nissin (tout comme l'embrayage hydraulique). À l'arrière, on retrouve un étrier deux pistons serrant un disque de 220 mm.
Les suspensions sont passives sur la version standard de la Turismo Veloce ; elles sont semi-actives sur la version Lusso (« luxe » en français) et n'agissent que sur le bras de fourche gauche.
Sur la standard, on retrouve à l'avant une fourche télescopique inversée de 43 mm de diamètre signée Marzocchi réglable en précharge, compression et détente, dont le débattement est revu à la hausse pour atteindre 160 mm. À l'arrière, la moto est équipée d'un monoamortisseur Sachs monté sur biellette, réglable en précharge, compression et détente, et muni d'une molette de réglage séparée. Le débattement atteint 165 mm.
Sur la version Lusso, la suspension est entièrement confiée à Sachs et pilotée électroniquement, le tout est réglable sur l'ordinateur de bord de la moto ou depuis l'application MV Agusta dédiée sur smartphone ou tablette. Le système Skyhook développé par Sachs propose plusieurs modes de conduite et de réglages pré-enregistrés (Sport, Touring, solo, duo, chargé, etc.) et un réglage individuel peut être appliqué. Les débattements de suspensions sont quant à eux inchangés.

## Électronique
MV Agusta a fait en 2014 de la Turismo Veloce sa vitrine technologique, lui intégrant d'origine des équipements de pointe retrouvés seulement aujourd'hui sur quelques motos. Elle dispose notamment des éléments suivants :
- système électronique MVICS avec modes de conduite et plateforme inertielle ;
- ABS Bosch 9-Plus 2-canaux ;
- Ride-by-wire, accélérateur électronique ;
- contrôle de traction sur huit niveaux ;
- gestion électronique du frein moteur sur deux niveaux ;
- Shifter Up & Down EAS 2.0 (Electronically Assisted Shift) ;
- fonctions régulateur et limiteur de vitesse ;
- suspensions semi-actives Skyhook (sur Lusso uniquement).

La Turismo Veloce propose également d'autres équipements :
- un combiné d'instrumentation digital à écran couleur de 5", intégrant une fonction jour/nuit ;
- des feux avant et arrière à LED. L'éclairage est géré automatiquement (système DRL) ;
- technologie Bluetooth avec raccord d'un smartphone et d'un système type intercom ;
- poignées chauffantes (sur Lusso).